# Ruth Benedict
Ruth Fulton Benedict, (Nova Iorque, 5 de junho de 1887 — 17 de setembro de 1948) foi uma antropóloga, folclorista, pesquisadora e professora universitária norte-americana.
Ruth foi uma antropóloga influente que abriu caminho para novos subcampos da antropologia cultural. Uma das primeiras mulheres a fazer contribuições importantes para o estudo da antropologia, Benedict também ajudou a popularizar o assunto para um público mais amplo.
Vista como uma figura de transição em seu campo, Ruth afastou tanto a antropologia quanto o folclore dos limitados estudos de difusão de traços culturais em direção às teorias de desempenho como parte integrante da interpretação da cultura. Ainda estudou as relações entre personalidade, arte, linguagem e cultura e insistiu que nenhum traço existia isoladamente ou possuía auto-suficiência.
Em 1934, Ruth publicou Patterns of Culture, que se tornou importante na escola de pensamento de “cultura e personalidade” entre os antropólogos norte-americanos. No livro, Ruth analisou três culturas distintas – os Dobu (da Nova Guiné), os Kwakiutl (do Canadá) e os Zuni (do sudoeste norte-americano). Ela argumentou que as culturas eram essencialmente “personalidades em grande escala”, o que significa que todas as culturas tinham traços de personalidade definidores que eram valorizados, desempenhados e reforçados.
Em seu trabalho, Ruth argumentou que as pessoas que não se enquadravam no carácter dominante da sua cultura eram oprimidas por essa cultura. Ela também descobriu que essas pessoas privadas de direitos não tinham o poder de mudar as suas circunstâncias e escapar às suas lutas. Em 1945, Ruth publicou Race: Science and Politics, livro que pretendia desafiar o uso da ciência para justificar o racismo. Nas décadas anteriores, os nazistas citaram a ciência defeituosa para afirmar que a raça ariana era superior. O livro de Ruth foi uma resposta científica que argumentava que a superioridade racial era uma mera construção cultural, não um fato científico. Ela denunciou a superioridade racial e levou outros estudiosos a fazerem o mesmo.
Seu trabalho em cultura e personalidade levou-a a considerar como as pessoas que não se enquadravam em normas rígidas em matéria de género e orientação sexual eram excluídas ou estigmatizadas como desviantes.

## Biografia
Ruth nasceu na cidade de Nova Iorque, em 1887. Filha de Frederick S. Fulton, um cirurgião, e de Beatrice Shattuck Fulton, uma professora, tendo uma irmã mais nova. Sua família tinha fortes raízes rurais, sendo que seis de seus ancestrais lutaram na Guerra de Independência dos Estados Unidos. Seus avós moravam em Norwich e as casas deles eram considerados refúgios onde Ruth escreveu vários de seus textos, principalmente na fazenda que herdou de um deles. Pouco antes de completar dois anos, Ruth perdeu o pai, que morreu subitamente após uma doença infecciosa que, provavelmente, contraiu de um de seus pacientes. Beatrice então precisou cuidar de duas crianças pequenas.
Sua mãe mudava constantemente de cidade em busca de melhores empregos. Assim a família morou em St. Joseph, no Missouri, em Owatonna, em Minnesota e em seguida em Buffalo, Nova York. Os primeiros anos da família foram difíceis após a perda do pai, devido às crises econômicas e à depressão da mãe. Ruth também se ressentia por ver o favorecimento de Margery, sua irmã mais nova, o que lhe causava períodos de retraimento seguido de explosões de raiva. Ruth via sua mãe como uma mulher sem amor, consumida por uma vida de mãe solo e talvez ainda mais pela dor de perder o marido.

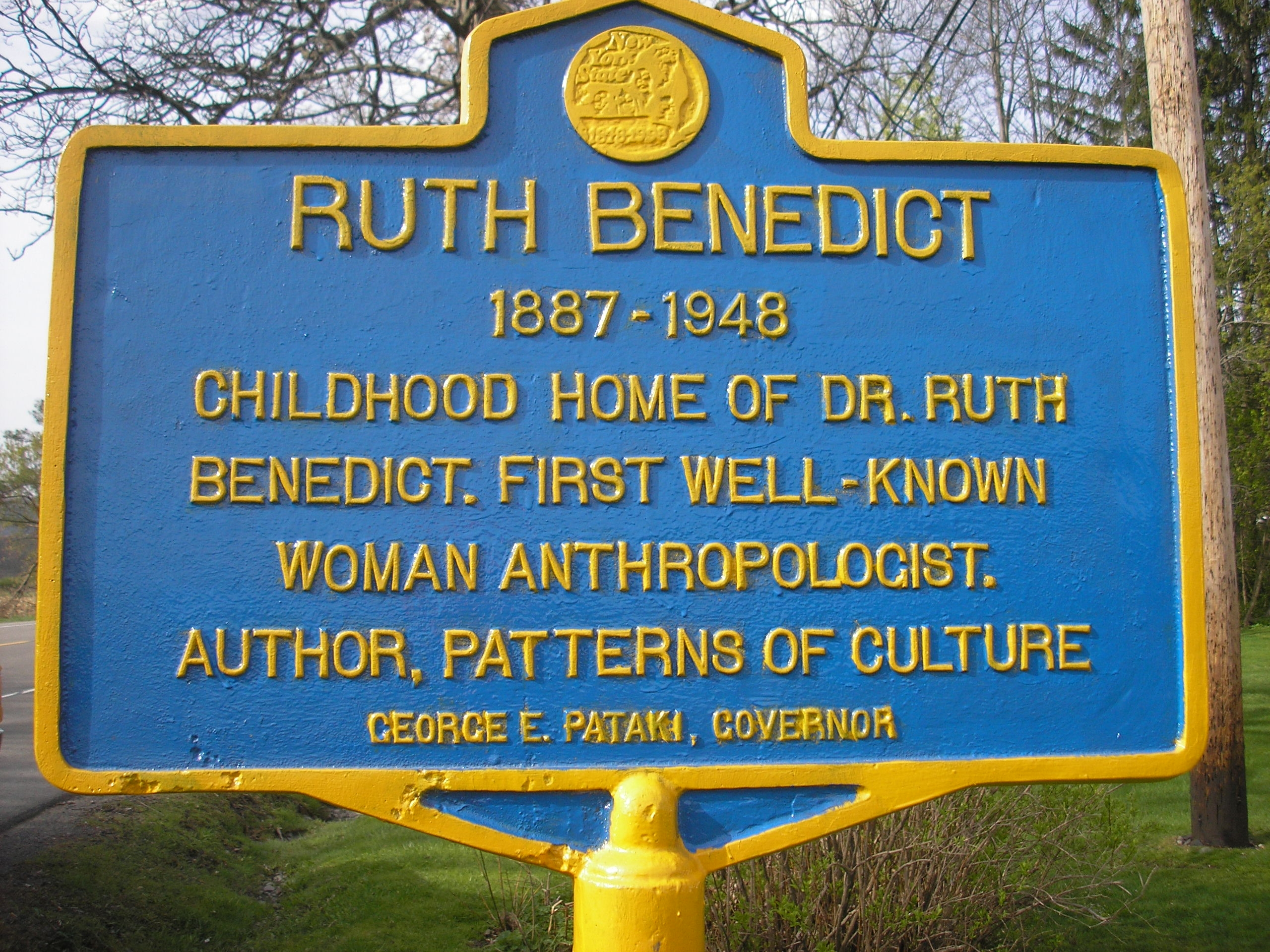
Marco histórico na casa de infância de Ruth Benedict.

Somando-se à sensação de isolamento na infância e afastamento de Ruth da vida cotidiana, havia uma surdez parcial causada por uma doença grave na quando era pequena. A deficiência não foi diagnosticada até ela frequentar a Escola Pública de Norwich em 1895, época em que já se tinha tornado uma pessoa bastante tímida e reservada. Embora tenha passado grande parte de sua vida adulta como professora, dando palestras para grandes públicos de estudantes, Ruthnunca gostou dos holofotes, e aqueles que a tiveram como professora ficavam muitas vezes surpresos com sua fala mansa.
Nas férias de verão, Ruth voltava para a fazenda dos avós em Nova York, onde seu avô apoiava o ensino superior para meninas. Ruth e Margery ingressaram no Vassar College, onde Ruth se formou em 1909 em Literatura Inglesa e onde desenvolveu seu gosto por literatura, poesia e escrita em prosa. Viajou pela Europa por um ano e ao retornar se estabeleceu em Buffalo, onde trabalhou para a Charity Organization Society, demitindo-se pouco tempo depois por se sentir inadequada para a tarefa.
Suas perspectivas de trabalho se limitavam a lecionar em escolas para meninas. Em 1911, ela conseguiu um emprego como professora na Westlake School for Girls, em Los Angeles, e mais tarde lecionou na Orton School for Girls, em Pasadena, por dois anos. Esta escola, fundada em 1890 pelas graduadas em Vassar, Anna e Susan Orton, deu continuidade ao legado educacional de seu pai, James H. Orton, um renomado professor de ciências e um dos primeiros antropólogos, que lecionou em Vassar por muitos anos. Mas Ruth achava o trabalho deprimente e se sentia entediada por ter que acompanhar os alunos nos passeios ou garantir que eles estivessem concentrados durante os estudos.
Em 1914, em Los Angeles, Ruth conheceu seu futuro marido, Stanley Benedict, bioquímico e irmão de um de seus colegas de classe em Vassar, com quem se casou no mesmo ano. Eles se mudaram para Nova York para Stanley trabalhar no Cornell Medical College. Ruth logo se desencantou com a vida suburbana e sentiu-se magoada pela recusa do marido em aprovar uma cirurgia necessária para resolver a sua infertilidade (o cirurgião exigiu a permissão do marido para prosseguir e Stanley negou). Em 1919, ela começou a frequentar palestras e logo se tornou estudante de pós-graduação na Universidade de Columbia.
Frustrada com a solidão de seu casamento e incapaz de conceber um filho devido a complicações médicas, Ruth começou a estudar dança e escrever poesia sob o pseudônimo de Anne Singleton, que ela manteve durante a década de 1930. Em 1919, Ruth voltou a estudar, matriculando-se na The New School for Social Research, onde descobriu a antropologia, através do olhar de três pioneiros inovadores na área: Elsie Clews Parsons, Edward Sapir e Alexander Goldenweiser.

## Carreira
Em 1921, aos 34 anos, Ruth ingressou na Universidade de Columbia, onde obteve seu doutorado em antropologia estudando com Franz Boas, que providenciou a transferência de seu trabalho na New School, de modo que pouco mais do que sua dissertação foi necessária para seu diploma. Considerado por muitos o pai da antropologia americana, Boas, depois de vir para Columbia em 1899, consolidou antropólogos nomeados em vários departamentos acadêmicos em um único programa que acabou formando o primeiro programa de doutorado em antropologia no país. A sua identificação dos “quatro campos” da disciplina emergente, combinando antropologia física, linguística, arqueologia e antropologia cultural, bem como o seu desenvolvimento da ainda disputada noção de relativismo cultural, que foram área de interesse de Bento XVI.
Depois de defender seu doutorado em 1923, Ruth atuou como professora assistente de Boas no Barnard College por um ano, onde conheceu uma estudante do último ano, Margaret Mead, que se tornaria uma amiga e colega de longa data e com quem Benedict compartilhou um relacionamento íntimo após sua separação do marido em 1930. Mead relembrou sua primeira impressão: 
| “ | Nessa época, sua beleza, que havia sido notável em sua infância e que se tornaria lendária nos anos posteriores, estava eclipsado. Nós a víamos como uma mulher de meia-idade muito tímida, quase distraída, cujo cabelo fino e grisalho nunca ficava preso. | ” |

Ruth lecionou, em Columbia desde 1923, primeiro como palestrante e depois como professora titular apenas alguns meses antes de sua morte em 1948. Embora Ruth fosse uma professora popular, era bastante tímida e cautelosa ao falar em público. Muitas vezes conhecida pela sua natureza misteriosa e apesar da sua aversão a falar na frente dos seus alunos, Ruth era tida como uma professora fascinante, enigmática, mas ainda assim capaz de explicar as suas ideias complexas com paixão e clareza. Em 1937, um ano após a morte de seu marido, Benedict tornou-se diretora executiva interina do Departamento de Antropologia da Universidade de Columbia.
A partir de 1922, Ruth se envolveu no extenso trabalho de campo que fundamentaria suas percepções antropológicas. Começando com uma viagem ao sul da Califórnia para realizar estudos etnográficos do povo Shoshone no Vale Morongo, Ruth concluiu importantes estudos antropológicos sobre os Shoshones em 1922, os Zuni em 1924, os Pima em 1926, e logo depois do povo Apache do Sudoeste, bem como várias tribos indígenas das planícies.
Sua contribuição única para o estudo da antropologia foi a teoria de que cultura é “personalidade em grande escala”. A crença de Benedict no estudo aplicado do relativismo cultural – a teoria de que uma cultura ou grupo de pessoas só pode ser estudada tendo como pano de fundo o seu próprio pano de fundo – foi o tema de Patterns of Culture (1934), que o The New York Times saudou pela sua combinação “habilmente concebida e brilhantemente desenvolvida” de “um quarteto de ciências, antropologia, sociologia, psicologia e filosofia”.
A partir de seus estudos sobre a cultura japonesa, Ruth posteriormente escreveu o livro extremamente bem recebido, The Chrysanthemum and the Sword (1946), que mostrou aos leitores um olhar compassivo sobre o Japão, país que acabara de perder a guerra após os bombardeios nucleareas dos Estados Unidos. Após a guerra, Ruth voltou à Europa, para concluir uma pesquisa para um grande projeto patrocinado pela UNESCO que estudava a ocupação dos países do Leste Europeu.

## Morte
Ruth Benedict morreu em 17 de setembro de 1948, aos 61 anos, de trombose coronariana, dez dias depois de ter retornado de um verão de aulas e viagens pela Europa. Ela foi sepultada no cemitério Mount Hope, em Norwich, Condado de Chenango, em Nova York.

## Patterns of Culture
O livro Patterns of Culture (1934) foi traduzido para 14 idiomas e publicado em diversas edições como leitura introdutória em muitos cursos de antropologia em universidades americanas por muitos anos. Sua ideia central é a visão que ela teve das culturas humanas como ‘grande regulamento de personalidade’”. Cada cultura seleciona dentro da “grande gama das potencialidades humanas” algumas poucas características aceitas como formas adequadas de conduta das pessoas que fazem parte dessa cultura. 
Por exemplo, ela descreveu a ênfase na “restrição” nas culturas dos povos Pueblo do sudoeste americano, e a ênfase no “desprendimento” nas culturas nativas das Grandes Planícies americanas. Ela descreveu como na Grécia Antiga a adoração a Apolo destacava a ordem e a calma em suas celebrações. Em oposição a isto, os adoradores de Dionísio, o deus do vinho, enfatizaram a vida em estado selvagem, o despojamento e a despreocupação com os rumos dos acontecimentos. Isto não estava ausente nas culturas nativas das Américas. Descreveu em detalhes os contrastes entre rituais, crenças, preferências pessoais de povos de diferentes culturas para mostrar o quanto cada cultura tinha uma “personalidade” que era estimulada em cada indivíduo.
Outros antropólogos da escola da “cultura e personalidade” enveredaram por esse raciocínio – notavelmente Margaret Mead em Coming of Age in Samoa e Sex and Temperament in Three Primitive Societies. Abram Kardiner foi influenciado por essas ideias, e nesse momento nasceu o conceito de “personalidade modelo”: o conjunto de características que se pensou observar em pessoas de qualquer cultura dada.
Benedict, em Padrões de Cultura, expressa sua confiança no relativismo cultural. Sua pretensão foi demonstrar que cada cultura possui seus próprios imperativos morais, que só poderiam ser compreendidos se se estudasse a cultura como um todo. Ela percebeu que seria errado menosprezar os costumes ou valores de uma cultura diferente da nossa. Tais costumes teriam um significado para as pessoas que os adquiriram que não deveriam ser julgados apressada ou superficialmente. Não deveríamos tentar avaliar um povo somente com nossas referências. Moralidade, conclui ela, é relativa.
Ao escrever sobre os Kwakiutls da Costa Noroeste, os Pueblos do Novo México, as nações das Grandes Planícies, e a cultura Dobu da Nova Guiné, ela evidenciou que valores, mesmo nos aspectos que destoam dos valores do estudante de antropologia que está lendo “Padrões de Cultura”, pertencem a sistemas culturais coerentes e precisam ser respeitados.
Quaisquer que tenham sido os imperativos descritos pelos antropólogos como universais, não restritos a uma cultura, o esforço pioneiro de Benedict de descrever culturas por inteiro e a defesa da igualdade transcultural foram marcos que resistiram aos tempos.
Críticos argumentaram que os padrões que ela encontrou talvez sejam apenas uma parte, um aspecto contingente, das culturas em sua completude. Por exemplo, David Friend Aberle escreveu que os Pueblo talvez sejam calmos, gentis e muito dispostos a realizar rituais quando em um determinado estado de espírito ou circunstância, mas podem se tornar desconfiados, vingativos e belicosos na situação oposta. No entanto, mesmo com a presença de discordâncias com Benedict na literatura, suas breves descrições são consideradas vívidas, acessíveis, relevantes para qualquer ser humano, e tão longe quanto puderam ir, penetrantes e acuradas.

## The Races of Mankind
Uma das obras menos conhecidas de Benedict foi o panfleto The Races of Mankind, que escreveu com seu colega do Departamento de Antropologia da Universidade de Columbia, Gene Weltfish. O panfleto destinava-se às tropas norte-americanas e apresentava, em linguagem simples, com ilustrações de desenhos animados, os argumentos científicos contra as crenças racistas. Benedict estava entre as principais antropólogas culturais recrutadas pelo governo dos Estados Unidos para pesquisar os relatos de guerra e dar consultoria após a entrada do país na Segunda Guerra Mundial. 
| “ | O mundo está encolhendo. Trinta e sete nações estão agora unidas por uma causa comum – a vitória sobre a agressão das Potências do Eixo, a destruição militar do fascismo. | ” |

As nações unidas contra o fascismo, segundo os autores, incluem “os mais diversos tipos físicos de homens”. Ruth e Gene explicam, a cada seção, a melhor evidência que conhecem da igualdade humana. Eles pretendem encorajar todos esses tipos de pessoas a se unirem e evitarem a guerra entre si. “Os povos do mundo”, eles destacam, são uma família. Nós todos temos o mesmo número de dentes, de molares, até mesmo de pequenos ossos e músculos – nós só podemos ter vindo de um único grupo de ancestrais, não importam nossa cor, o formato de nossas cabeças, os tipos de nossos cabelos. “As raças da humanidade são o que a Bíblia diz—irmãs. Em seus corpos está a marca de sua irmandade.”
O meio ambiente determina características físicas. Pele escura proporciona alguma proteção contra poderosos raios solares, por exemplo. Mas quaisquer que sejam as nossas características físicas, independentemente do formato ou tamanho de nossa cabeça, nós somos igualmente inteligentes. “O melhor cientista é incapaz de dizer a partir do exame de um cérebro a que grupo étnico seu dono pertence... Alguns dos homens mais brilhantes do mundo tiveram cérebros muito pequenos. Por outro lado, o maior cérebro do mundo pertence a um imbecil.”
O meio ambiente, no qual o gasto que se teve com educação interfere, tem um papel mais importante na determinação da inteligência do que o nascimento. Os “brancos sulistas” (dos EUA), por exemplo, fizeram menos pontos que os “negros do norte” (dos EUA) nos testes de QI realizados pelas Forças Expedicionárias Americanas (AEF) na Primeira Guerra Mundial. Devemos levar em consideração que os gastos escolares no sul eram apenas “frações” dos gastos nos estados do norte em 1917.
| “ | A diferença… [aparece] por causa das diferenças de rendimento, educação, vantagens culturais, e outras oportunidades. | ” |

Não apenas a inteligência das pessoas é a mesma, em todos os aspectos, mas o sangue tem a mesma composição química. Povos diferentes não têm sangues distintos – “todas as raças humanas têm todos os tipos de sangue” – e podem receber transfusões de sangue de uma para outra para salvar vidas.
E todas as pessoas são produto de miscigenação racial, produzida pelo “movimento dos povos sobre a face da Terra... desde antes do início da história.”
Essa constatação, dentre outras, serve para combater a ideia de superioridade racial, que “um homem reivindica quando diz, ‘eu nasci membro de uma raça superior’.” Preconceito racial, dizem os autores, “torna as pessoas desumanas”.

## The Chrysanthemum and the Sword
Benedict não é conhecida apenas por sua primeira obra, Padrões de Cultura, mas também por seu último livro, The Chrysanthemum and the Sword, o estudo da sociedade e da cultura do Japão publicado em 1946, com a incorporação dos resultados de sua pesquisa durante a guerra.
Esta obra é um exemplo de “antropologia à distância”. Estudar a cultura por meio de sua literatura, recortes de jornais, filmes e arquivos, entrevistas com imigrantes, etc., foi necessário num momento em que antropólogos apoiavam os Estados Unidos e seus Aliados na Segunda Guerra Mundial. Impossibilitados de visitar a Alemanha nazista ou o Japão de Hirohito, antropólogos valeram-se de tais materiais culturais e puderam produzir estudos à distância. Eles tentavam entender os padrões culturais que deveriam orientar seu ataque e esperavam encontrar pontos fracos ou maneiras de persuadi-los de que haviam perdido.
O trabalho de Benedict a respeito da guerra inclui um importante estudo, terminado em 1944, cujo objetivo foi entender a cultura japonesa; destinava-se aos Aliados que estavam em combate com as forças armadas japonesas no Teatro do Pacífico da Segunda Guerra.
Os norte-americanos consideravam-se incapazes de compreender assuntos da cultura japonesa. A princípio, os americanos consideravam muito natural os prisioneiros de guerra quererem que suas famílias soubessem que estavam vivos, e ficarem calados quando inquiridos sobre o movimento das tropas, etc. Enquanto isso, prisioneiros de guerra japoneses, aparentemente, davam informações desse tipo facilmente e não tentavam contatar suas famílias. 
| “ | Por que isso? Por que, alem disso, os asiáticos não tratavam os japoneses como libertadores do colonialismo ocidental, nem aceitavam seu suposto óbvio lugar numa hierarquia na qual o Japão ocupava o topo? | ” |

Benedict desempenhou um papel fundamental na compreensão do lugar do Imperador do Japão na cultura popular japonesa, e formulou ao presidente Franklin D. Roosevelt uma recomendação segundo a qual deveria permitir a perpetuação do governo imperial para uma eventual rendição. Enquanto um crítico escreveu que The Chrysanthemum and the Sword “não tem credenciais já que Benedict não teve qualquer experiência direta no Japão” e descreveu o livro como “considerado superficial e claramente racista”, o embaixador japonês no Paquistão fez a seguinte declaração em público:
| “ | Em 1946, Ruth Benedict, reconhecida antropóloga cultural americana, publicou um livro sobre o Japão intitulado “A Espada e o Crisântemo”, que tem sido leitura obrigatória para muitos estudiosos de temas japoneses. | ” |

Outro japonês que leu esta obra, segundo Margaret Mead, considerou-a muito precisa em sua totalidade, embora um pouco “moralista”. Trechos do livro foram mencionados em The Anatomy of Dependence, de Takeo Doi, onde ele usa alguns dos conceitos da obra de Benedict para ampliar suas ideias, assim como para fazer uma crítica a conceitos abordados no livro. Esse trabalho é ainda tratado como um clássico cujo valor permanece mesmo com as mudanças na cultura japonesa no pós-guerra.

## Legado
A American Anthropology Association concede um prêmio anual com o nome de Ruth. O Prêmio Ruth Benedict tem duas categorias, uma para monografias de apenas um autor e outra para volumes editados. O prêmio reconhece "a excelência em um livro acadêmico escrito a partir de uma perspectiva antropológica sobre um tema lésbico, gay, bissexual ou transgênero".
Um selo postal de 46¢ do Correio dos Estados Unidos foi lançado em 20 de outubro de 1995.
O Benedict College na Universidade Stony Brook foi nomeado em sua homenagem.
Em 2005, Ruth foi inserida no National Women's Hall of Fame.

## Livros publicados
- Benedict, Ruth. 1931. Tales of the Cochiti Indians.
- Benedict, Ruth. 1959. An Anthropologist at Work: Writings of Ruth Benedict. Ed. Margaret Mead. Boston: Houghton Mifflin Company.
- Benedict, Ruth. 1989. The chrysanthemum and the sword: patterns of Japanese culture (publicado no Brasil pela Editora Vozes com o título O Crisântemo e a espada Padrões da cultura japonesa, 2019)
- Benedict, Ruth. 1989. Patterns of Culture. (publicado no Brasil pela Editora Vozes com o título Padrões de Cultura, 2013)